# 亞洲電視夜間新聞
《夜間新聞》（英語：Late News），是香港亞洲電視新聞部製作的晚間新聞報道節目。2016年4月2日凌晨零時，亞視免費電視牌照屆滿終止播映。

## 最後一集
2016年4月1日，《夜間新聞》最後一次於香港大氣電波中播放，由潘詠兒及吳泳茵主持，由林永雄編輯及張玉琴編導，合共播出八則新聞。當晚兩位主播在最後與觀眾道別，潘詠兒指「過咗今晚之後，亞洲電視將以衛星電視同埋網絡電視平台嘅形式，繼續為香港市民服務」（過了今天晚上，亞洲電視將會以衛星電視和網絡電視平台的形式，繼續為香港市民服務），而吳泳茵則指「希望大家好似過去五十幾年咁樣繼續支持亞洲電視」（希望大家有如過去五十幾年般，繼續支持亞洲電視），並共同向鏡頭說「各位，後會有期」；節目結束後緊貼播出「亞洲衛星電視 亞洲網絡電視 開創亞洲電視新紀元」畫面。
《夜間新聞》最後一次於香港大氣電波中播放內容：
| 播出時間 | 新聞內容                                             | 記者           |
| -------- | ---------------------------------------------------- | -------------- |
| 22:30    | 「中國文化傳媒強調亞視不因停止免費廣播消失」         | 潘詠兒         |
| 22:33    | 「習近平抵達華盛頓與奧巴馬會面」                     | 孫兆勤         |
| 22:35    | 「北韓於咸鏡道發射一枚短程地對空導彈」               | 徐子瀅         |
| 22:36    | 「美日韓領袖會談將向北韓施壓應對軍事挑釁」           | 陳珮琪         |
| 22:38    | 「海洋公園保育基金為野猴絕育控制數量」               | 潘詠兒         |
| 22:41    | 體育消息：「港欖球隊公布最新球員名單」               | 張志豪         |
| 22:42    | 天氣消息：溫度及相對濕度、天氣展望、各大城市天氣概況 | 潘詠兒         |
| 22:43    | 「亞視員工表示最難忘是人情味」                       | 何戎笙         |
| 22:46    | 結尾                                                 | 潘詠兒、吳泳茵 |